# Silva Kaputikjanmuseet
Silva Kaputikjanmuseet är ett personmuseum i Jerevan i Armenien, som är tillägnat poeten Silva Kaputikjan (1919–2006). Det invigdes 2009, på 90-årsdagen av hennes födelse.
Museet ligger i den våning, där Silva Kaputikjan bodde i 30 år. Hennes sovrum, arbetsrum och vardagsrum är enligt hennes egen vilja orörda. 

## Bildgalleri

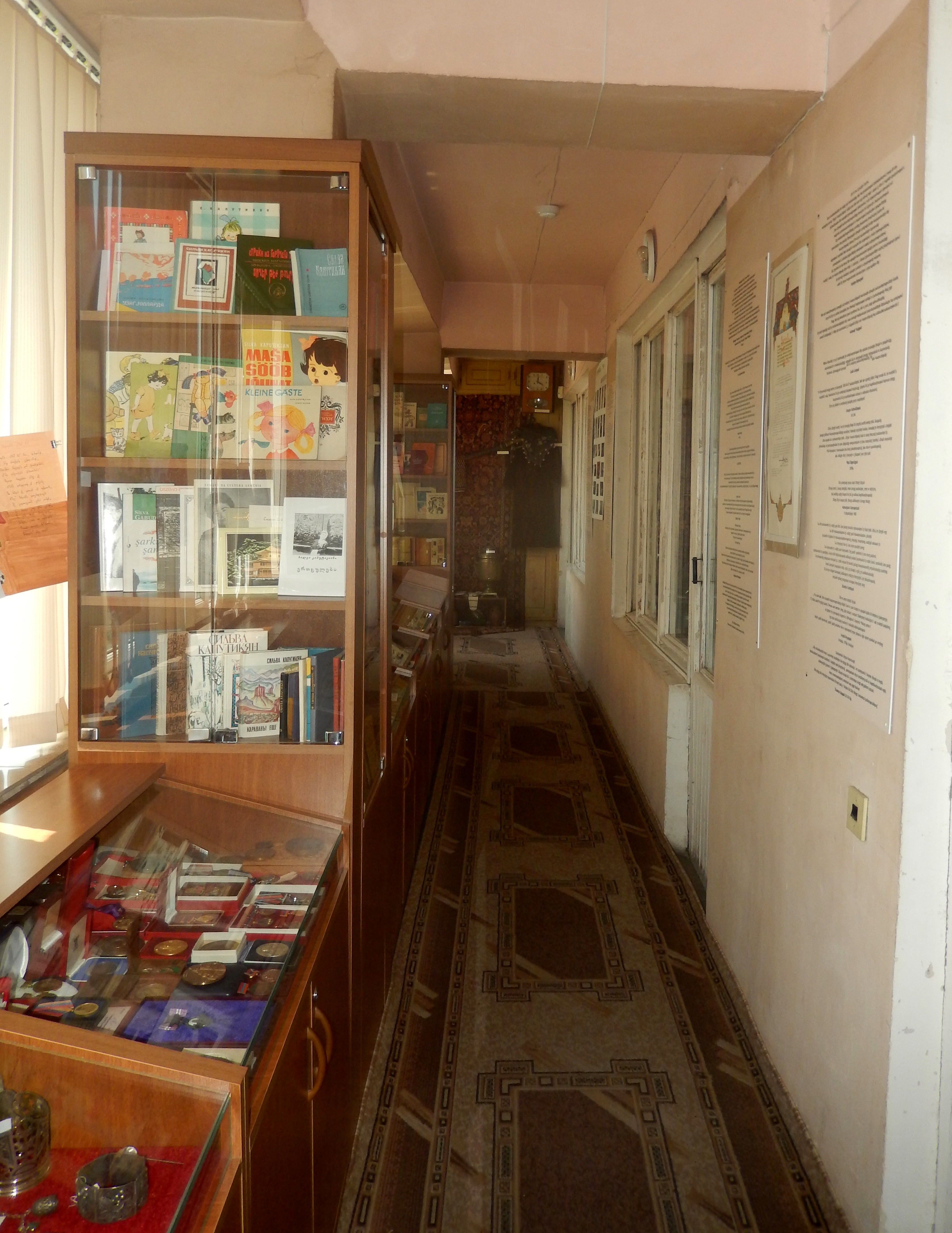
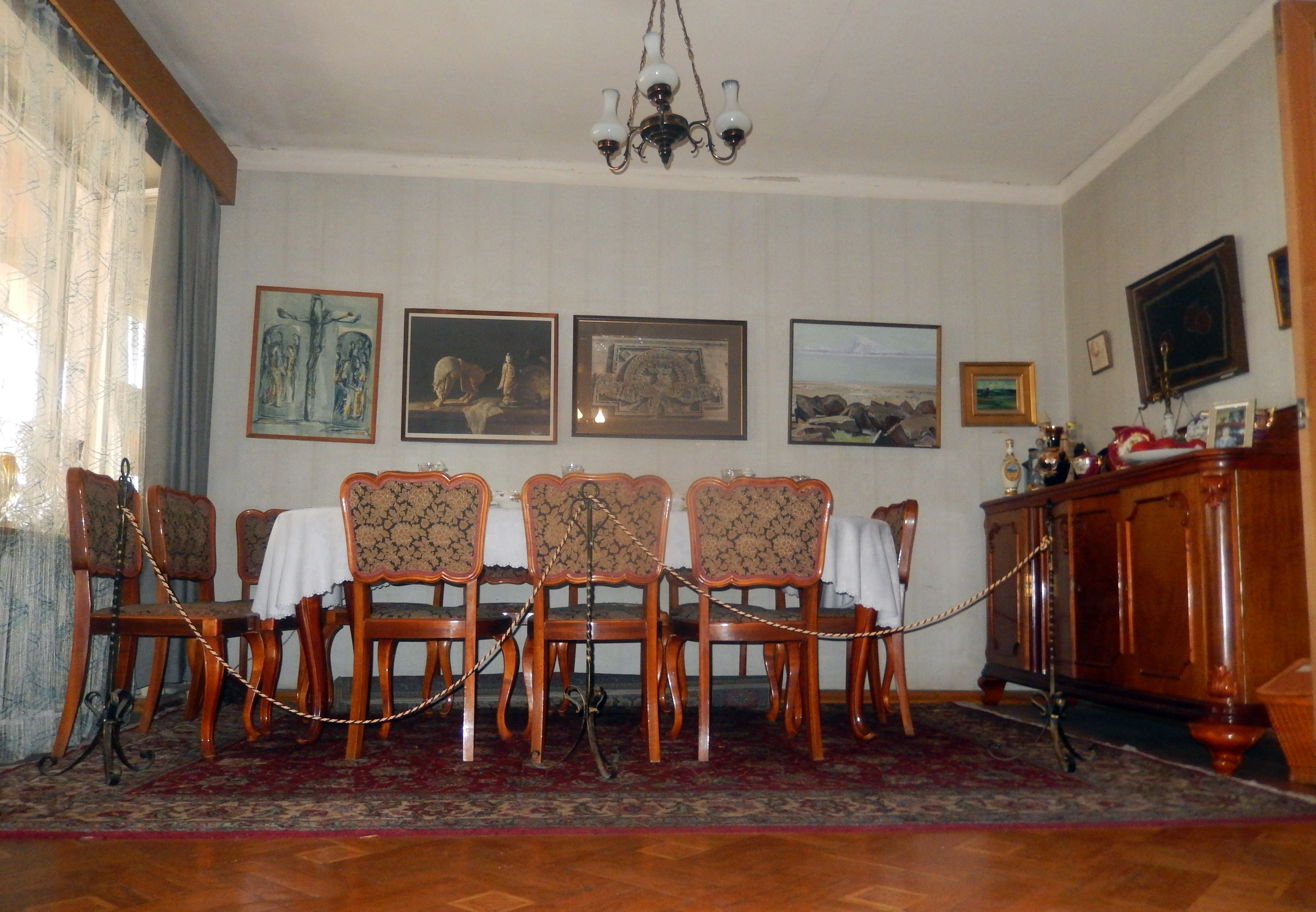
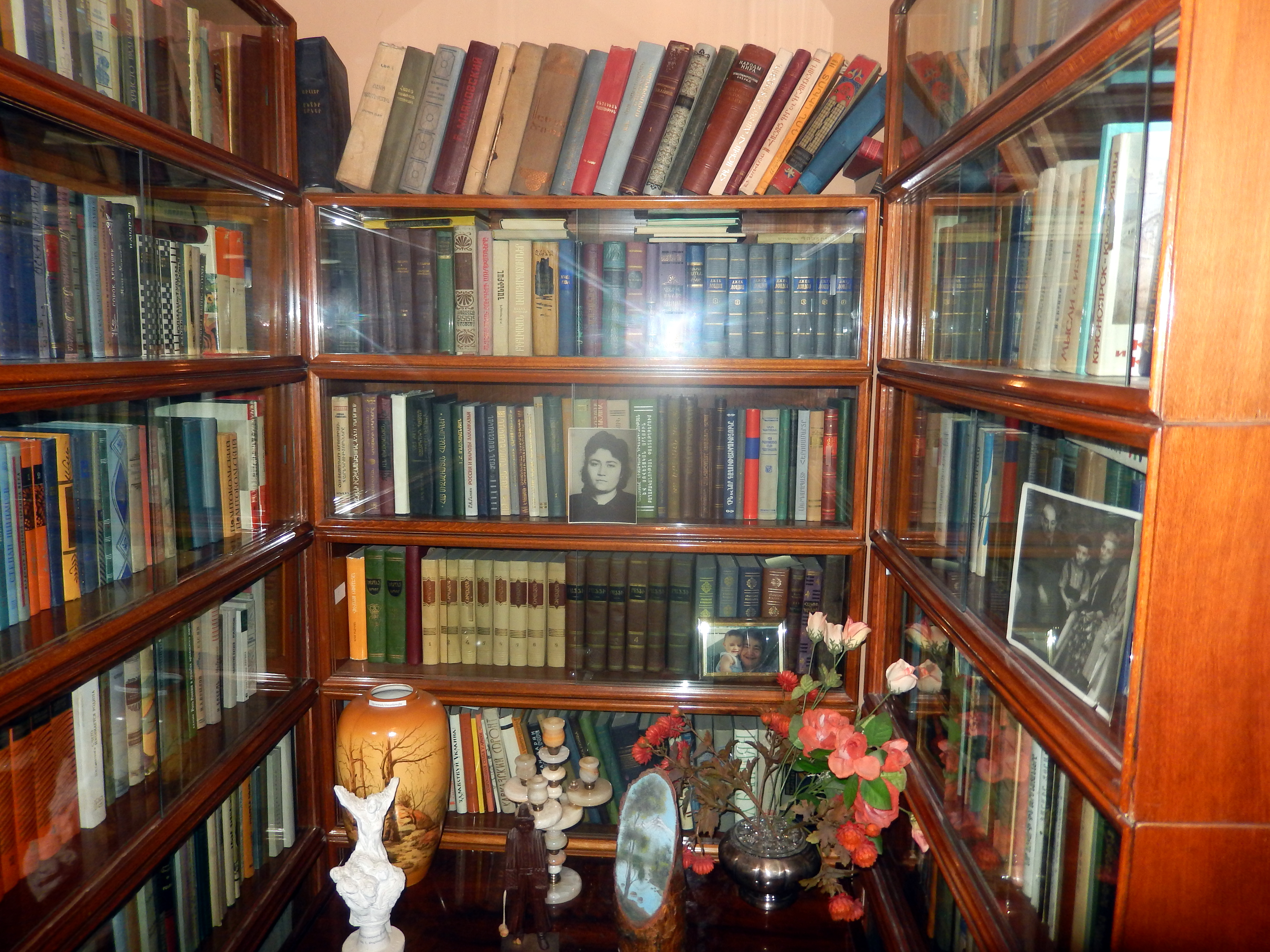
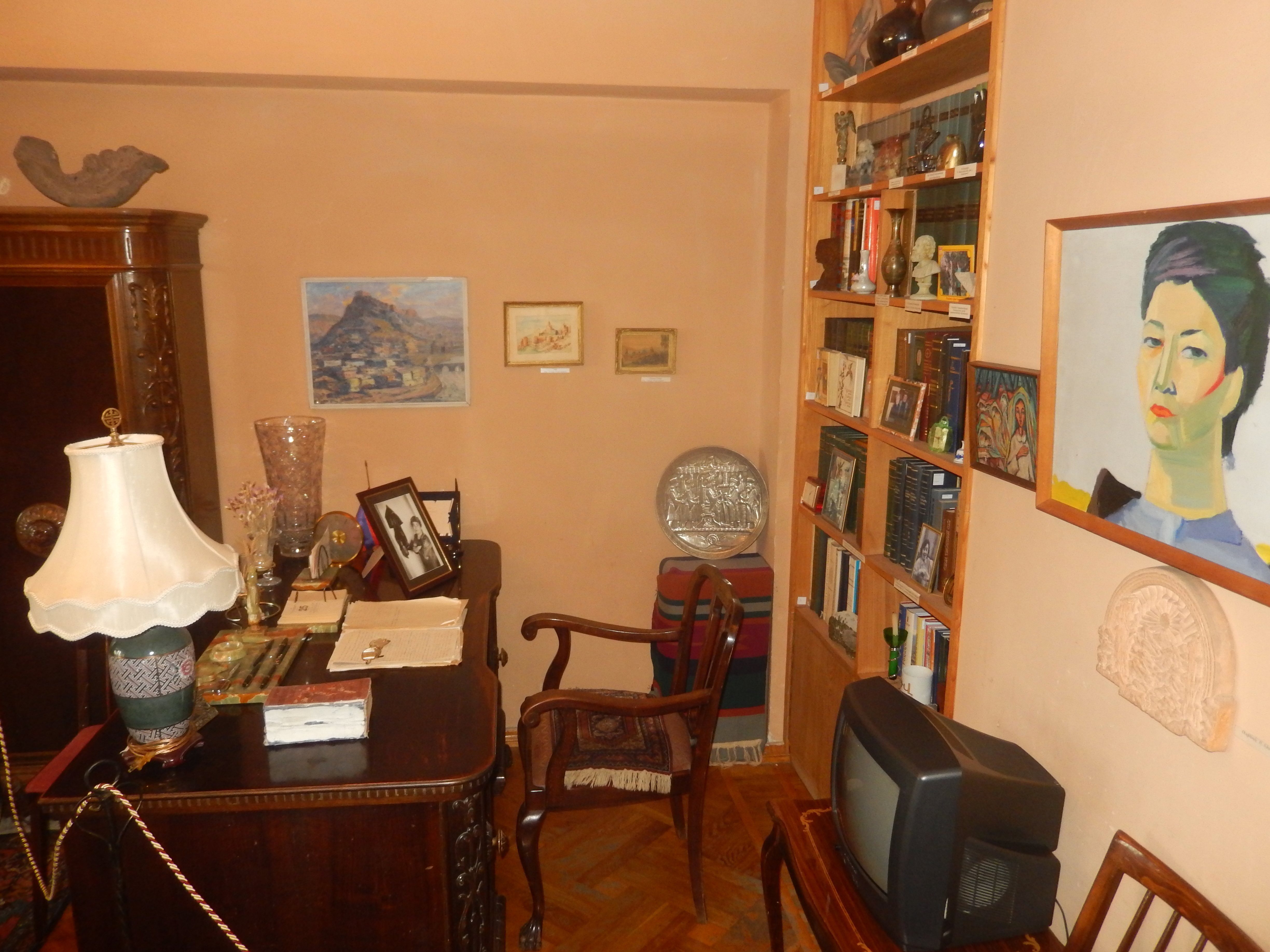
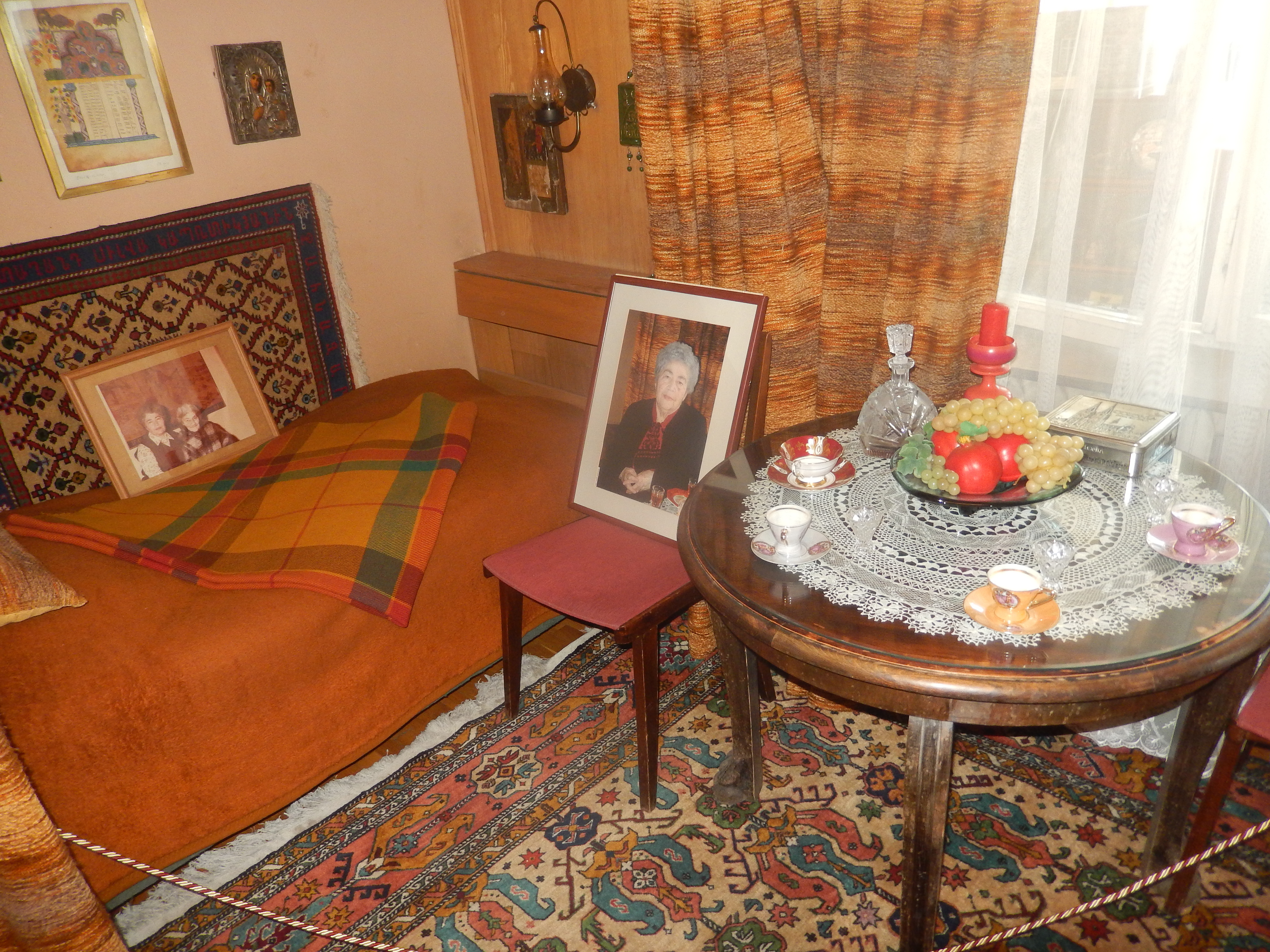
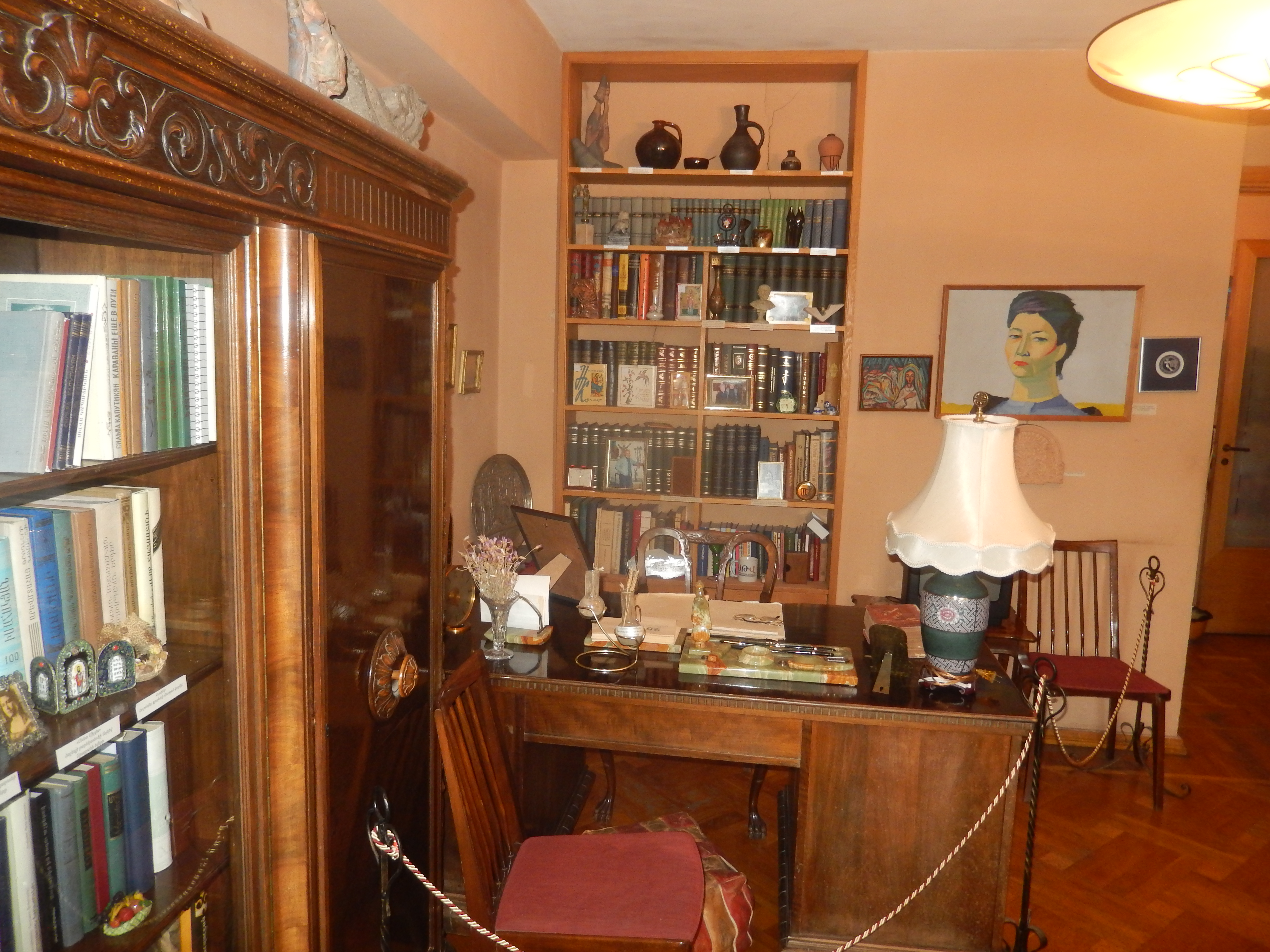